# José González Torices
José González Torices (Pepe Torices) (Quintanilla del Olmo, Zamora, 1947) es un escritor español.

## Biografía
Estudió Magisterio en Tarragona y Filología Hispánica en la Universidad de Barcelona. Becado por la Embajada francesa, cursó estudios de Arte dramático en Madrid. En 1978, con José Antonio Rodríguez Lozano, fundó la editorial Castilla Ediciones. 
Ha dirigido las colecciones “Fuente Dorada”, de Teatro Infantil y Juvenil, de Caja España; “Zoo de Papel”, de Literatura Juvenil, en Ediciones Paulinas de Madrid; ahora es director de la colección “Campo de Marte”, de Teatro Joven, y “Galería del Unicornio”, de Teatro Juvenil, de la editorial CCS de Madrid. En 2005 fundó la Asociación “Leer es Crear” para el fomento de la lectura, de la que es presidente, y la conocida revista “Leer es Crear”. 
Colabora en prensa nacional y en revistas especializadas, así como en proyectos editoriales de Santillana, Anaya, Bruño, Everest, S.M., Pearson educación, Oxford University, Ediciones Paulinas, Didascalia, Castilla Ediciones, etc. 
El Ayuntamiento de Pozaldez (Valladolid) convoca cada año el Premio Nacional de Cuentos que lleva su nombre, José González Torices.